# Santa Maria de Pols
Santa Maria de Pols és una església del municipi d'Ordis inclosa en l'Inventari del Patrimoni Arquitectònic de Catalunya.

## Descripció
Església situada a prop del veïnat de Pols, a un quilòmetre i mig al nord-oest de la vila d'Ordis. Santa Maria de Pols és una església d'una nau amb absis semicircular. La volta de la nau és apuntada i seguida; la mateixa forma té l'arc triomfal. La coberta del presbiteri té forma ametllada. Al frontis hi ha una portalada dovellada, d'arc de mig punt, un òcul i campanar de cadireta d'una sola arcada amb carreus molt diferenciats. A la façana de tramuntana hi ha dos contraforts, fets amb carreus grossos i escairats. A migdia hi ha un altre contrafort i també veiem el cos de la sagristia que sobresurt. L'absis té una petita finestra i cornisa encorbada.
L'aparell és molt diferenciat a les diferents parts de l'edifici: al frontis s'hi aprecia carreuada de pedra calcària, així com en el campanar; però a la resta hi ha còdols i terrissa amb argamassa.

## Història
A mitjan segle xv es produeix una renovació d'un temple anterior que duraria fins al primer quart del XVI. Potser es reaprofitarien algunes restes de la construcció romànica anterior, en la que hi residien unes monges.